# Luísa do Reino Unido
Luísa Carolina Alberta (Londres, 18 de março de 1848 – Londres, 3 de dezembro de 1939), foi a sexta filha e quarta menina, da rainha Vitória do Reino Unido e de seu marido o príncipe Alberto de Saxe-Coburgo-Gota. Ela passou o início da vida vivendo nas várias residências reais junto da família. A corte entrou em um intenso período de luto quando seu pai morreu no final de 1861, prática que ela jamais gostou. Suas tentativas de sair um pouco do ar de luto fizeram com que Vitória considerasse a filha como indiscreta e argumentativa. Luísa também era uma hábil escultora, com muitas de suas obras sobrevivendo até hoje.
A princesa serviu como secretária não oficial de Vitória entre 1866 e 1871 por não ser casada. A questão de seu casamento começou a ser discutida no final da década de 1860. Foram sugeridos pretendentes da Prússia e Dinamarca, porém a rainha queria sangue novo na família e assim sugeriu um membro graduado da aristocracia britânica. Luísa acabou se apaixonando por John Campbell, Marquês de Lorne e herdeiro do Ducado de Argyll, apesar de oposições dentro de sua própria família; Vitória acabou por permitir o casamento. O casal depois se afastou, possivelmente por questões políticas e pela falta de filhos.
Campbell foi nomeado governador-geral do Canadá em 1878 e Luísa tornou-se sua consorte; ela virou patrona de várias organizações femininas e causou boas impressões nos canadenses através de suas ações, porém sofreu um sério acidente de trenó em 1880. Quando sua mãe morreu em janeiro de 1901, a princesa entrou no círculo social de seu irmão mais velho o agora rei Eduardo VII. Seu casamento sobreviveu graças a longos períodos de separação, porém o casal se reconciliou em 1911 e Luísa ficou devastada pela morte do marido três anos depois. Ela passou a sair da vida pública depois do final da Primeira Guerra Mundial em 1918, realizando poucos deveres oficiais fora do Palácio de Kensington, onde morreu aos 91 anos em 1939.

## Nascimento e criação
Luísa nasceu em 18 de março de 1848 no Palácio de Buckingham, localizado na cidade de Londres na Inglaterra. Era a sexta criança, a quarta do sexo feminino, da rainha Vitória do Reino Unido e de seu marido o príncipe Alberto de Saxe-Coburgo-Gota. Ela foi chamada desde seu nascimento de "Sua Alteza Real, A Princesa Luísa do Reino Unido" já que era filha da soberana britânica. O seu nascimento coincidiu com revoluções que estavam ocorrendo por toda a Europa, fazendo com que a rainha comentasse que a filha se transformaria em "algo peculiar". Seu parto foi o primeiro em que Vitória utilizou clorofórmio para ajudá-la no processo.

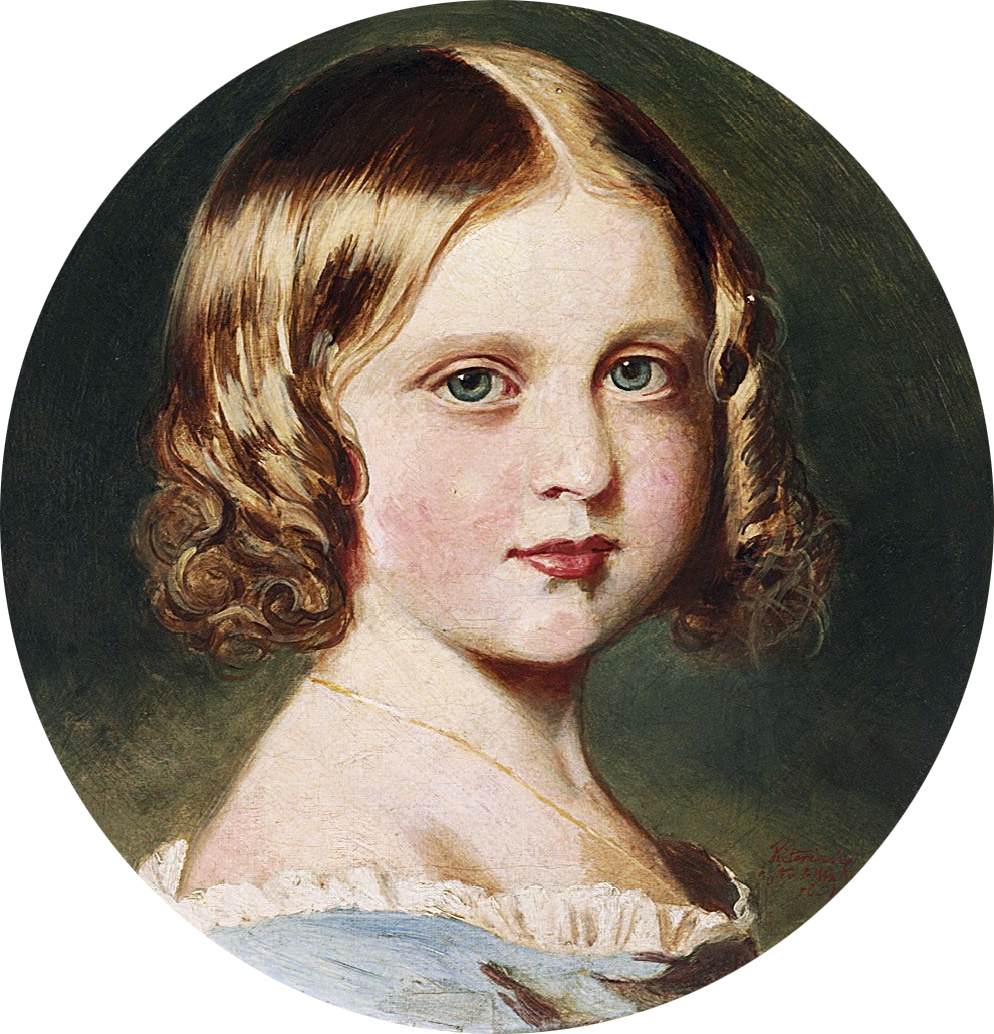
Luísa em 1851 por Vitória, após Franz Xaver Winterhalter.

Alberto e Vitória nomearam a filha como Louisa Caroline Alberta com o primeiro nome sendo uma homenagem a sua avó paterna, a princesa Luísa de Saxe-Gota-Altemburgo. Ela foi batizada por John Sumner, o Arcebispo da Cantuária, na capela privada do Palácio de Buckingham em 13 de maio de 1848. Os seus padrinhos foram o duque Gustavo de Mecklemburgo-Schwerin (seu tio-bisavô paterno, representado pelo príncipe Alberto), a princesa Maria Frederica de Hesse-Cassel (representada por sua tia-avó a rainha viúva Adelaide de Saxe-Meiningen) e a princesa Augusta de Cambridge (sua prima, representada pela princesa Augusta de Hesse-Cassel). Durante a cerimônia, a princesa Maria, uma das últimas filhas ainda vivas do rei Jorge III do Reino Unido, se esqueceu onde estava e levantou-se repentinamente e ajoelhou-se perante a rainha, horrorizando Vitória.
Luísa cresceu assim como seus outros irmãos em um rígido programa educacional criado pelo príncipe Alberto e seu amigo e confidente o barão Christian Friedrich von Stockmar. As crianças também tinham aulas práticas em diferentes tópicos, como cozinhar, realizar tarefas agrícolas, tarefas domésticas e carpintaria.
A princesa foi uma criança inteligente e talentosa desde cedo e as suas habilidades artísticas foram rapidamente reconhecidas. Hallam Tennyson, filho do poeta Alfred Tennyson, 1.º Barão Tennyson, visitou a Casa Osborne em 1863 e comentou que Luísa podia "desenhar lindamente". Uma carreira artística não foi considerada por ela ser membro da família real. Entretanto, Vitória permitiu que ela estudasse em uma escola de arte sob a tutelagem da escultura Mary Thornycroft, com Luísa posteriormente se matriculando na Escola Nacional de Treinamento de Arte em South Kensington. A princesa também se tornou uma dançarina habilidosa, com a rainha escrevendo depois de uma dança que a filha "dançou a dança da espada com mais vivacidade e precisão do que qualquer uma de suas irmãs". Sua perspicácia e inteligência fizeram com que se tornasse a favorita de seu pai, com sua natureza curiosa lhe ganhando o apelido de "Pequena Senhorita Por Quê" dos outros membros da família real britânica.

## Pós-Alberto

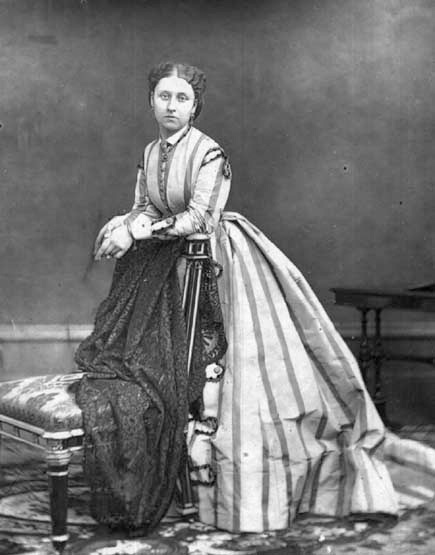
Luísa em 1866, por André Adolphe Eugène Disdéri.

Pouco após a perda do príncipe Alberto no Castelo de Windsor em 14 de dezembro de 1861, Vitória ficou devastada e mandou que sua criadagem fosse transferida do castelo de Windsor para a Osborne House na Ilha de Wight. A atmosfera da corte, passou a ser sombria, enquanto o entretenimento ficou escasso e tedioso. Luísa rapidamente ficou insatisfeita com o prolongado período de luto da mãe. A princesa pediu em 1865 que o salão de baile fosse aberto para uma dança de debutante em seu aniversário de dezessete anos, algo que não ocorria desde a perda do pai. Seu pedido foi negado e seu tédio com a rotina mundana de viajar entre as diferentes residências reais algumas vezes irritou Vitória, que considerava Luísa como indiscreta e argumentativa.
Vitória se confortava ao continuar rigidamente os planos de Alberto para seus filhos. A princesa Alice se casou em 1 de junho de 1862 com o príncipe Luís de Hesse e Reno, o futuro Grão-Duque de Hesse e Reno. Alberto Eduardo, Príncipe de Gales, se casou em 1863 com a princesa Alexandra da Dinamarca. A rainha criou a tradição de que a filha solteira mais velha se tornasse sua secretária não oficial, assim Luísa preencheu a posição em 1866 mesmo com sua mãe preocupada que ela era muito indiscreta.
Porém, ela foi bem no trabalho: Vitória escreveu em seu diário pouco depois que "Ela é (e quem há alguns anos teria pensado nisso?) uma boa menina inteligente com um fino caráter forte, altruísta e afetuosa". Entretanto, quando entre 1866 e 1870 a princesa se apaixonou pelo reverendo Robinson Duckworth, tutor de seu irmão o príncipe Leopoldo, a rainha reagiu ao dispensar Duckworth. Ele mais tarde se tornou o cônego da Abadia de Westminster.
Luísa ficava entediada na corte e ao cumprir suas funções, que consistiam em pouco mais do que tarefas secretariais menores, como escrever cartas em nome da rainha, lidar com correspondência política e fazer companhia para Vitória. Tirando isso, a princesa tinha poucas outras responsabilidades.

## Casamento

### Pretendentes
Como filha da rainha, Luísa era uma noiva desejável, ainda mais por ser considerada por contemporâneos e por biógrafos modernos como a mais bonita das filhas de Vitória e Alberto. Contudo, a imprensa a acusava de ter casos românticos mesmo sem nenhum fundamento. Isso, junto com seu liberalismo e feminismo, levou a rainha a procurar um marido para a filha. A escolha tinha de ser adequada tanto para Vitória quanto para Luísa, com a rainha insistindo que o marido vivesse perto dela, uma promessa também feita pelo marido da princesa Helena, o príncipe Cristiano de Schleswig-Holstein. Foram propostos vários possíveis pretendentes de várias casas reais da Europa: a princesa Alexandra sugeriu o seu irmão Frederico, Príncipe Herdeiro da Dinamarca, porém Vitória era contra outro casamento dinamarquês que poderia antagonizar a Prússia, que na época estava em meio a Guerra dos Ducados do Elba, com a Dinamarca sobre a questão dos territórios de Schleswig-Holstein.
A irmã maior de Luísa, a princesa Vitória, Princesa Real do Reino Unido, propôs o alto e rico príncipe Alberto da Prússia, porém a rainha desaprovava outro casamento prussiano que acabaria sendo impopular no Reino Unido. Alberto também estava relutante em ir morar na Inglaterra como era exigido. O príncipe Guilherme, Príncipe de Orange, também foi considerado um candidato, porém o seu jeito extravagante em festas na cidade de Paris na França, onde vivia abertamente com várias amantes, fez a rainha vetar rapidamente a ideia.

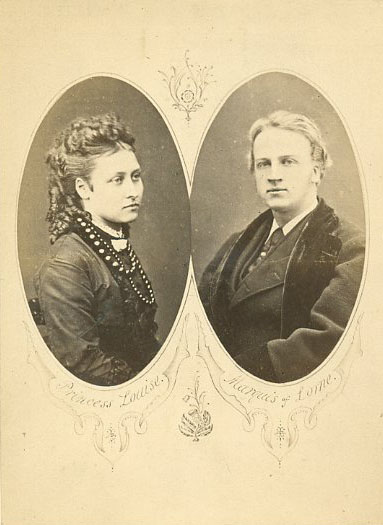
Luísa e John Campbell no retrato oficial de noivado

Era indesejável para Luísa o casamento com qualquer príncipe e ela anunciou que gostaria de se casar com John Campbell, Marquês de Lorne e herdeiro do Ducado de Argyll. Nenhum casamento entre a filha de um soberano e um súdito britânico havia ocorrido desde 1515, quando Maria Tudor, filha do rei Henrique VII da Inglaterra, se casou com Charles Brandon, 1.º Duque de Suffolk. O príncipe Eduardo, Príncipe de Gales, irmão mais velho de Luísa, veementemente se opôs a união com um nobre não mediatizado. Além disso, George Campbell, 8.º Duque de Argyll e pai de Lorne, era um grande defensor de William Ewart Gladstone, e o Alberto Eduardo acreditava que isso colocaria a família real britânica próxima demais de disputas políticas. A posição mesmo assim foi posta para trás por Vitória, que escreveu ao príncipe em 1869 que:
| “ | Aquilo que você se opõe [Luísa se casando com um súdito], eu sinto certeza que será para a felicidade de Luísa e pela paz e tranquilidade da família ... Os tempos mudaram; grandes alianças estrangeiras são vistas como causas de problemas e ansiedade, e são de bom nenhum. O que poderia ser mais doloroso do que a posição em que nossa família foi colocada durante as guerras com a Dinamarca, e entre a Prússia e a Áustria? ... Talvez você não esteja tão ciente, quanto eu estou, com a aversão dos casamentos de princesas da família real com pequenos príncipes germânicos (pedintes germânicos como foram mais ofensivamente chamados) ... Quanto a posição, não vejo dificuldade alguma; Luísa permanece onde está, e seu marido mantém seu posto ... apenas sendo tratado na família como um parente quando nós estamos juntos... | ” |

Vitória assertou que o casamento de Luísa com um súdito traria "sangue novo" para a família, enquanto todos os príncipes europeus eram parentes entre si de alguma forma. Ela estava convencida que isso fortaleceria a família real britânica moralmente e fisicamente.

### Noivado e casamento

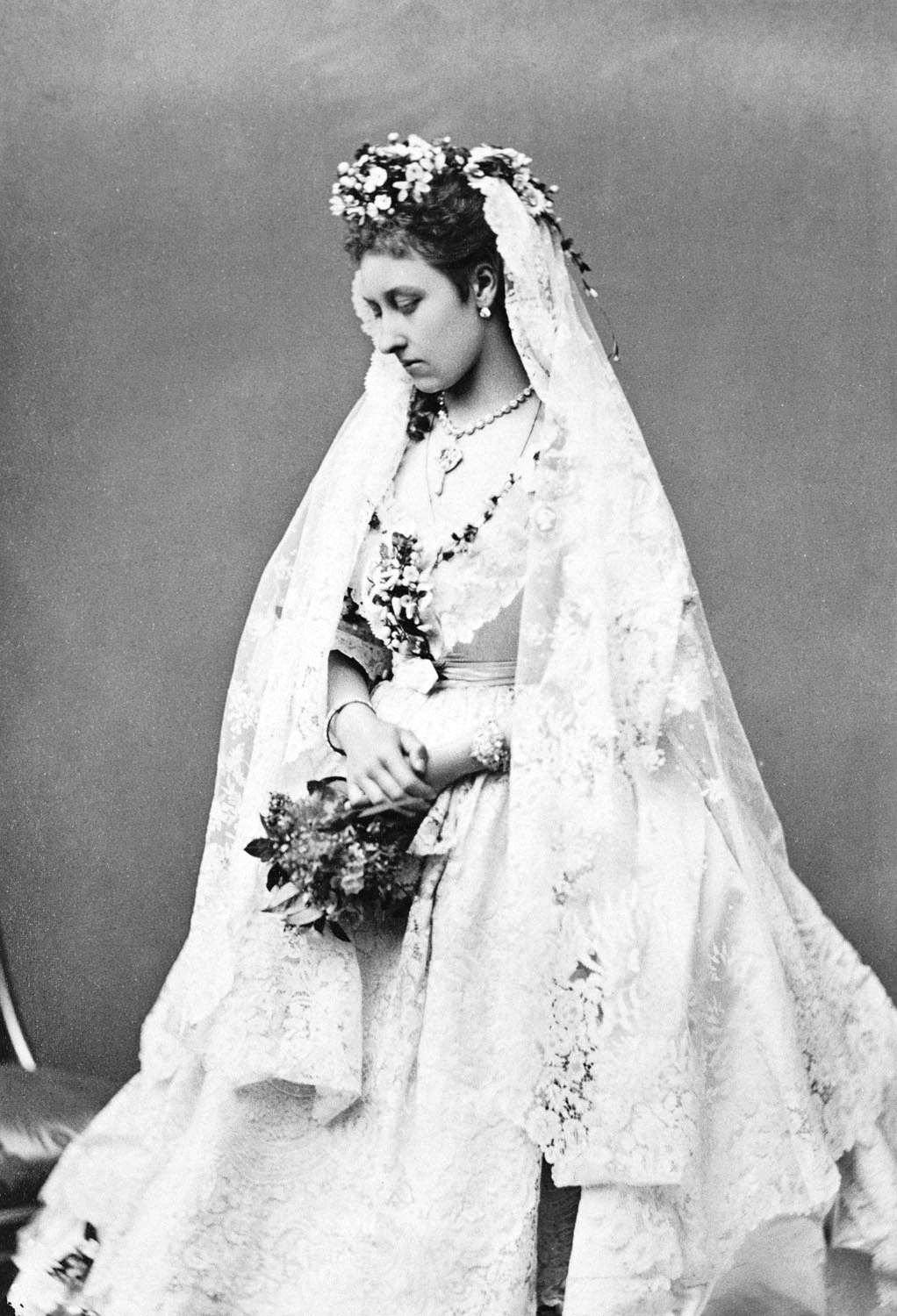
Luísa em seu casamento.

Luísa se tornou a noiva do Marquês de Lorne em 03 de outubro de 1870. Lorne foi convidado ao Castelo de Balmoral na Escócia e foi em um passeio acompanhado por Luísa, William Wood, 1.º Barão Hatherley e Lorde Chanceler, e Jane, Marquesa de Ely e dama-de-companhia da rainha. A princesa voltou mais tarde no mesmo dia e anunciou para a mãe que Lorne havia "falado de sua devoção" para ela, aceitando o pedido de casamento com o conhecimento e aprovação de Vitória. A rainha posteriormente presenteou Ely com um bracelete para marcar a ocasião.
Foi difícil para a rainha deixar sua filha ir embora e ela escreveu em seu diário que "senti dolorosamente o pensamento de perdê-la". A nova quebra da tradição real causou surpresa especialmente na Alemanha, com Vitória escrevendo a rainha Augusta de Saxe-Weimar que príncipes de pequenas e empobrecidas casas germânicas eram "muito impopulares" entre o povo britânico e que Lorne, sendo "uma pessoa de distinção em casa" e com "uma fortuna independente", "realmente não é de posição menor que a realeza germânica".
Vitória estabeleceu uma anuidade para Luísa pouco antes do casamento. A cerimônia foi realizada na Capela de São Jorge no dia 21 de março de 1871, com as multidões do lado de fora sendo tão grandes que pela primeira vez policiais foram forçados a formar barreiras para manter o controle. Luísa usou um véu de casamento com um laço de Honiton que ela mesma criou, sendo levada para dentro da capela por sua mãe e por seus dois irmãos mais velhos: o Príncipe de Gales e o príncipe Alfredo, Duque de Edimburgo. Nessa ocasião, o vestido de luto preto forte da rainha foi aliviado pelos rubis carmesim e os azuis da estrela da Ordem da Jarreteira. Vitória beijou Luísa ao final da cerimônia e Lorne, agora um membro da família real britânica, mas ainda um súdito, beijou a mão da rainha.
O casal viajou para a Claremont House, localizada em Surrey na Inglaterra, durante a lua de mel, porém a presença de atendentes durante a viagem e até durante as refeições fez com que fosse impossível para os dois conversarem em particular. A curta visita de quatro dias não passou sem uma interrupção da rainha, que estava curiosa sobre os pensamentos da filha sobre os seus primeiros dias de casada. Dentre os presentes de casamento estava uma escrivaninha de madeira presenteada por Vitória.

## Canadá

### Chegada

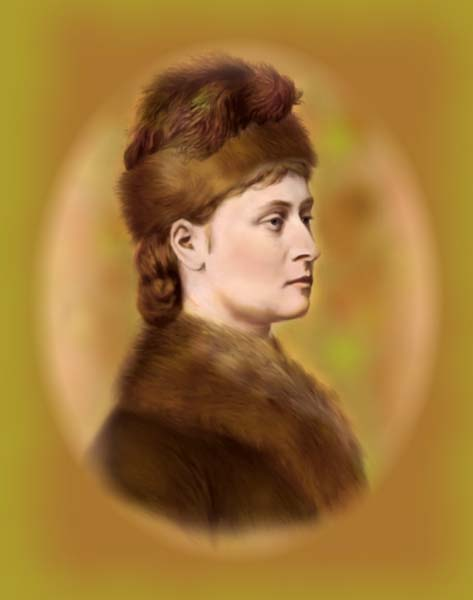
Luísa no Canadá.

O primeiro-ministro Benjamin Disraeli, 1.º Conde de Beaconsfield, escolheu Lorne em 1878 para ser o novo governador-geral do Canadá e Vitória devidamente o nomeou para o cargo. Luísa assim se tornou a consorte do marido. O casal deixou Liverpool em 15 de novembro de 1878 e chegaram em Halifax dez dias depois para a sua inauguração.
Luísa se tornou a primeira real a residir no Rideau Hall, a residência oficial da rainha na cidade de Ottawa. Entretanto, a casa estava longe do esplendor dos palácios e castelos reais britânicos e, já que cada governador-geral decorava o lugar com as suas próprias mobílias e as levava embora quando deixava o cargo, os Lorne ao chegarem encontraram a casa pouco decorada. Luísa colocou os seus talentos artísticos em prática e pendurou muitas de suas pinturas de aquarela e a óleo nas paredes, também instalando algumas de suas esculturas. Apesar das notícias de que a filha da rainha tornar-se-ia a consorte do Canadá terem inicialmente sido recebidas com um "estouro de emoções de alegria pelo Domínio", já que acreditava-se que a princesa seria uma ligação forte entre os canadenses e a soberana, a chegada do casal não foi bem recebida pela imprensa local que reclamou sobre a imposição de realeza numa sociedade que até então nunca tinha passado pela experiência.
As relações com a imprensa pioraram ainda mais quando Francis de Winton, secretário particular de Lorne, expulsou quatro jornalistas do trem real. Apesar do casal não ter sido informado das ações de Winton, a imprensa presumiu que sabiam do ocorrido e os dois acabaram ganhando a reputação de altivez. Luísa ficou horrorizada com a publicidade negativa, especialmente quando soube de relatos sobre "uma nação de bajuladores" na corte real local. As preocupações de uma corte rígida em Rideau Hall e de uma posterior "subcorrente débil de críticas" mostraram-se infundadas e o casal se mostrou mais relaxado que seus predecessores.

### Entretenimento

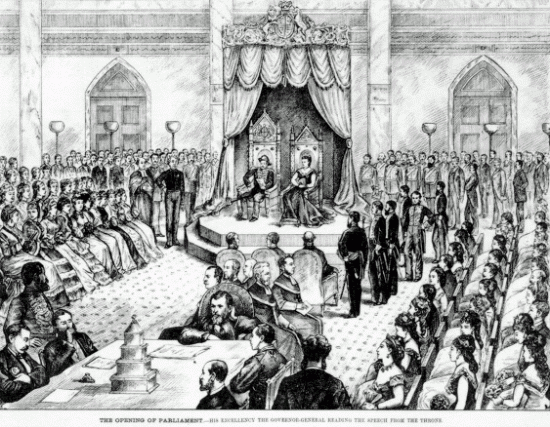
Lorne, acompanhado de Luísa, abre o parlamento canadense em 1879.

Os primeiros meses de Luísa no Canadá foram manchados pela tristeza sobre a morte de sua irmã favorita a princesa Alice em 14 de dezembro de 1878. Apesar de ter sentido saudades de casa durante o primeiro Natal, ela logo se acostumou com o clima do inverno. Seus passatempos favoritos eram patinar e andar de trenó na neve. Como representante direto da monarca no Canadá, Lorne sempre tinha precedência sobre sua esposa, assim Luísa não foi tratada de forma diferente das outras pessoas que compareceram a cerimônia de abertura do Parlamento do Canadá em 13 de fevereiro de 1879. Ela teve que permanecer de pé como os outros parlamentares até que Lorne pedisse para que sentassem. O marquês realizou dois jantares por semana com cinquenta pessoas a fim conhecer todos os membros do parlamento. Os entretenimentos da corte eram abertos; qualquer um que pudesse pagar pelas roupas apropriadas para comparecer apenas precisava assinar o livro de visitantes para entrar. O primeiro baile de estado de Luísa ocorreu em 19 de fevereiro de 1879, e ela causou boa impressão nos convidados quando pediu a remoção do cordão de seda que separava os convidados comuns daqueles da comitiva real. Porém, o baile foi marcado por vários percalços como um músico bêbado quase colocando fogo em uma cortina com uma lâmpada a gás. A prática da casa aberta foi criticada por alguns que reclamaram da baixa posição social de outros convidados. Um atendente ficou horrorizado ao descobrir que um quitandeiro estava dançando no salão.
Luísa e Lorne fundaram a Real Academia de Artes Canadense e gostavam de visitar Toronto e Quebec, onde construíram sua casa de verão. A princesa serviu de patrona da Associação Educacional de Senhoras, da Sociedade de Proteção às Mulheres Imigrantes, da Sociedade de Artes Decorativas e da Associação de Artes, todas de Montreal. Um de seus trabalhos como escultura foi uma estátua de sua mãe erguida na frente do Colégio Real Vitória em Montreal. O Duque de Argyll, pai de Lorne, chegou ao Canadá com duas de suas filhas em junho, e Luísa conseguiu pescar um salmão de quase 13 quilos na presença da família. O sucesso das mulheres na pescaria fez o duque comentar que não era preciso ter habilidade para pescar no Canadá.

### Acidente de trenó

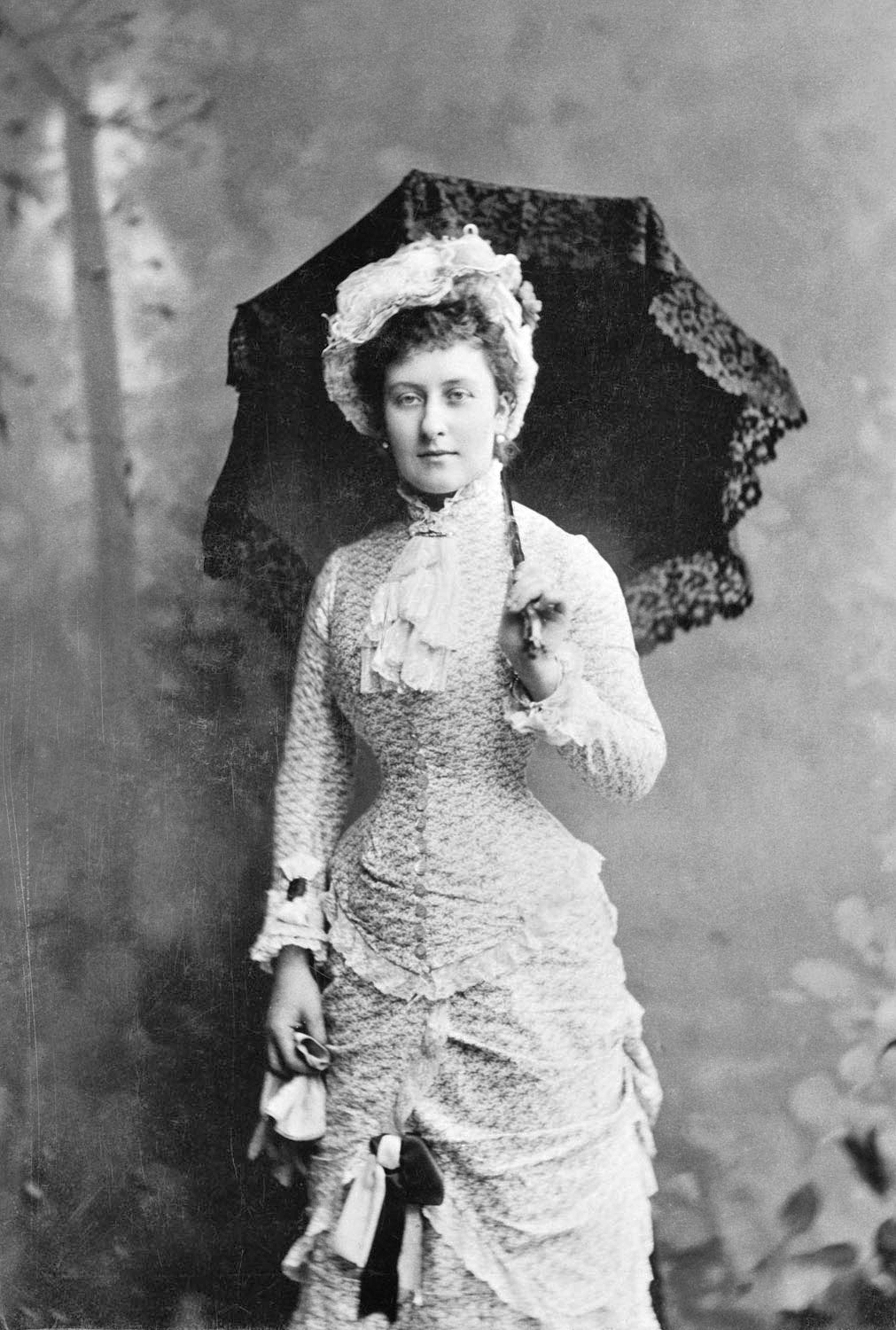
Luísa em 1881, por Carl Backofen.

Luísa, Lorne e dois atendentes foram vítimas de um acidente de trenó em 14 de fevereiro de 1880. O inverno foi particularmente severo e a carruagem em que estavam viajando capotou, jogando o cocheiro e o lacaio para fora do trenó. Os cavalos entraram em pânico e puxaram a carruagem capotada por mais de 370 m. Luísa bateu a cabeça na barra de ferro que apoiava o teto e ficou inconsciente, com Lorne ficando preso embaixo dela esperando "que os lados da carruagem cedessem a qualquer momento". Os cavalos eventualmente se acalmaram quando ultrapassaram o trenó seguinte, que era ocupado pelo ajudante de campo de Luísa, e ele ordenou que sua carruagem fosse utlizada para levar os feridos de volta até Rideau Hall.
Os médicos que trataram Luísa relataram que ela sofreu uma concussão séria e estava em choque, comentando que "foi um milagre que seu crânio não foi fraturado". A orelha da princesa foi ferida quando seu brinco prendeu na lateral do trenó, rasgando seu lóbulo em dois. A imprensa diminuiu a seriedade da história seguindo instruções do secretário particular de Lorne, um ato que contemporâneos descreveram como "estúpido e mal aconselhado". Por exemplo, um jornal da Nova Zelândia relatou que "a Princesa estava perfeitamente consciente durante todo o tempo, exceto imediatamente após o golpe..." O conhecimento da verdadeira condição de Luísa poderia ter suscitado simpatia por parte do povo canadense. Um membro do parlamento escreveu que "Exceto o corte na parte inferior da orelha, acredito que não houve ferimentos dignos de nota". Assim sendo, o público acreditou que a princesa estava fingindo estar doente quando ela cancelou seus compromissos imediatos. As notícias do acidente também foram minimizadas no Reino Unido e em cartas para Vitória, que estava ansiosa e nervosa.

### Rebelião de Saskatchewan
Luísa continuou a mostrar interesse no Canadá mesmo depois de voltar para casa. Durante a Rebelião de Saskatchewan de 1885 ela enviou um certo dr. Boyd com suprimentos médicos e uma grande quantia de dinheiro para distribuição. Suas instruções eram para que a ajuda fosse dada indiscriminadamente tanto para amigos quanto inimigos. Para cumprir seu desejo, o dr. Boyd e o dr. Thomas George Roddick, chefe médico das forças governamentais, foram para as batalhas de Fish Creek e Batoche a fim de localizar e tratar rebeldes métis feridos.

## Últimos anos de Vitória

### Conflitos familiares

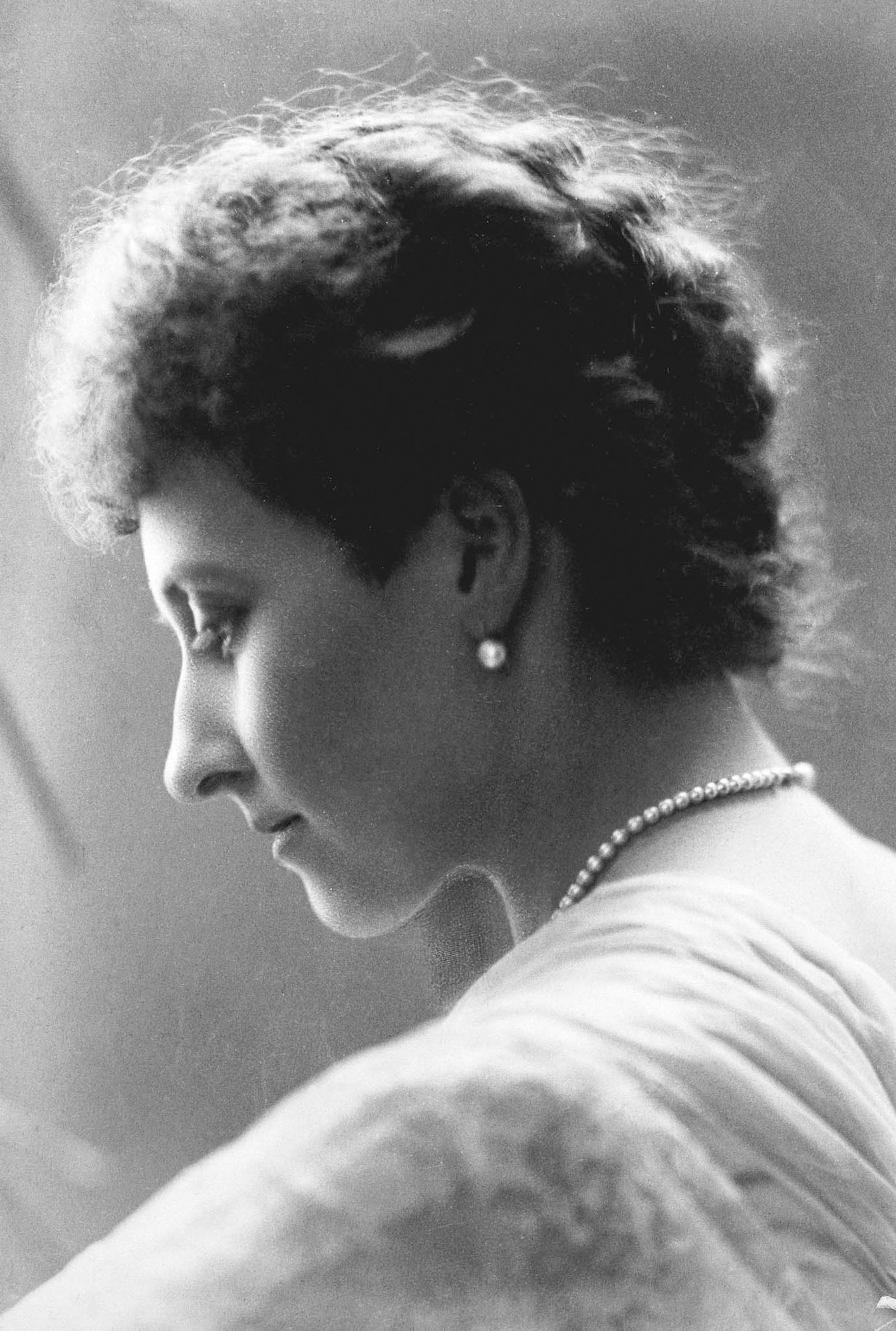
Luísa em 1887, por Hayman Selig Mendelssohn.

Luísa e Lorne voltaram para o Reino Unido de Quebec em 27 de outubro de 1883, chegando em Liverpool. Vitória preparou aposentos no Palácio de Kensington e o casal fez do lugar sua residência oficial. A princesa manteve esses aposentos até sua morte 56 anos depois. Lorne voltou para sua carreira política, fazendo campanha em 1885 para o assento de Hampstead na Câmara dos Comuns, porém perdeu. Ele conseguiu ser eleito pelo Sul de Manchester em 1896, entrando no parlamento como membro do Partido Liberal. Diferente de Lorne e Argyll, Luísa era a favor do governo próprio da Irlanda, ficando desapontada quando o marido desertou dos liberais de Gladstone para os liberais unionistas. A relação de Luísa e Lorne piorou e eles muitas vezes seguiam caminhos separados, apesar das tentativas da rainha de mantê-los sob um único teto. É provável que os dois enfrentavam dificuldades por causa de algumas diferenças políticas, da falta de filhos e pelas restrições que Vitória colocava em suas atividades. O marquês nem sempre era bem recebido na corte mesmo quando acompanhado da esposa, com o Príncipe de Gales não gostando dele. De todos os membros da família real, Lorne era o único que se identificava claramente com um partido político.
A relação de Luísa com suas irmãs Beatriz e Helena também ficou ruim. Beatriz havia se casado em 1885 com o alto e bonito príncipe Henrique de Battenberg e o casal teve quatro filhos. Luísa, que era muito invejosa, se acostumou a tratar a irmã com pena pela rainha constantemente precisar da ajuda dela. Matthew Dennison, biógrafo de Beatriz, afirma que diferentemente da irmã mais nova, Luísa permaneceu contundentemente bonita ao longo de seus quarenta anos. Luísa e Lorne deixaram de ser próximos e rumores começaram a aparecer sobre a suposta homossexualidade do segundo. Dessa forma, ao contrário de Luísa, Beatriz tinha uma relação sexual satisfatória com seu marido. Luísa talvez tenha considerado Henrique como um marido mais apropriado para si. Ela escreveu após a morte do príncipe em 1896 que "ele foi quase o maior amigo que tive – eu, também, sinto falta dele mais do que posso falar". Além disso, a princesa tentou defender seu falecido cunhado ao anunciar que era a confidente dele e que Beatriz não significava nada.

### Rumores sobre Luísa

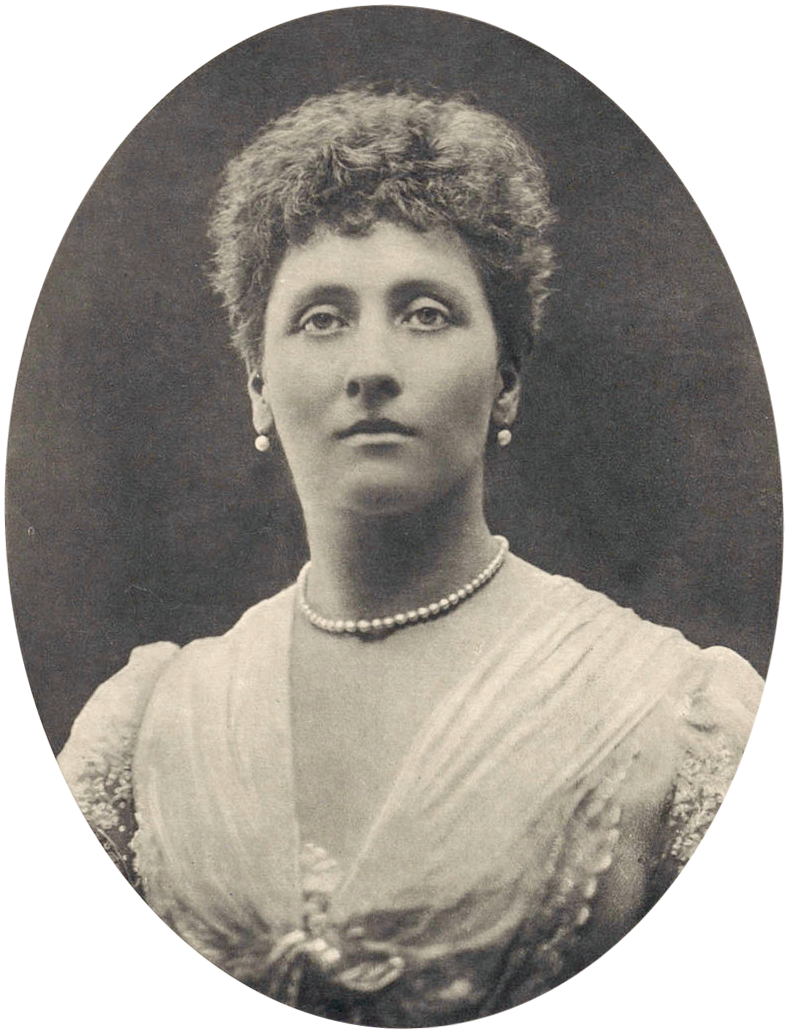
Luísa c. 1890.

Mais rumores começaram a se espalhar, inclusive um que dizia que Luísa estava tendo um caso com Arthur Bigge, o secretário particular assistente de Vitória. Beatriz mencionou os rumores para o médico da rainha, chamando de um "escândalo", e Henrique disse ter visto Bigge brindando pela saúde de Luísa durante um jantar. Luísa negou o rumor afirmando que ele havia sido iniciado por Beatriz e Helena para minar sua posição na corte. Porém, a relação das irmãs melhorou esporadicamente com a morte de Henrique, já que foi Luísa a primeira a chegar em Cimiez para ficar com Beatriz. A inveja da princesa mesmo assim não desapareceu completamente. Sir James Reid, 1.º Baronete e médico da rainha, escreveu para sua esposa alguns anos depois que "Luísa está pegando muito no pé de suas irmãs como sempre. Espero que ela não fique por muito tempo ou ela vai fazer algo de ruim!".
Os rumores de casos românticos não se restringiam apenas a Bigge. O escultor sir Joseph Boehm, 1.º Baronete, morreu em seu estúdio em 1890 na presença da princesa, levando a rumores que os dois estavam tendo um caso. Alfred Gilbert, assistente de Boehm, foi importante ao confortar Luísa e supervisionou a destruição dos documentos particulares do antigo mestre, rapidamente sendo promovido para o cargo de escultor real. Ela também foi ligada romanticamente ao seu eguariço Edwin Lutyens, ao coronel William Probert e a um músico desconhecido. Jehanne Wake, biógrafa de Luísa, afirma que não existem evidências substanciais que sugerem que a princesa teve relações sexuais com outra pessoa além de seu marido.
Luísa realizou várias funções públicas durante os últimos anos do reinado de Vitória, como inaugurar edifícios públicos, colocar pedras fundamentais e oficializar programas especiais. Ela, como sua irmã mais velha Vitória, Princesa Real, tinha uma mente mais liberal e apoiavam o movimento do sufrágio feminino, indo completamente de encontro às visões da rainha. Luísa secretamente visitou Elizabeth Garrett Anderson, a primeira mulher médica. Vitória deplorava a ideia de mulheres entrando em profissões, especialmente a médica, descrevendo o treino de mulheres médicas como um "assunto repulsivo".

### Princesa não convencional

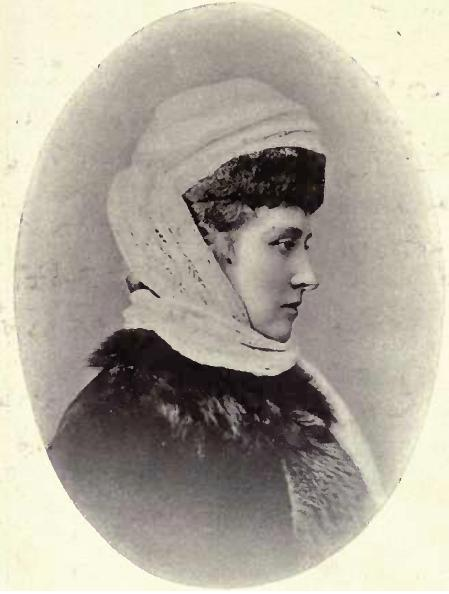
Luísa c. 1900, por William James Topley.

Luísa era determinada a ser vista como uma pessoa comum e não como um membro da corte. Ela frequentemente usava o nome "Sra. Campbell" quando viajava para fora do país. A princesa era conhecida por sua caridade para com seus criados. Certa vez, seu mordomo foi conversar com ela pedindo permissão para demitir o segundo lacaio, que sempre se atrasava para levantar. Luísa aconselhou que o lacaio recebesse um despertador para ajudá-lo a levantar, porém o mordomo informou que já havia feito isso. Ela então foi tão longe a ponto de sugerir uma cama que jogaria o homem para fora em um horário específico, porém foi informada que isso não era viável. Finalmente, Luísa sugeriu que ele talvez estivesse doente, e quando o examinaram descobriram que estava sofrendo de tuberculose. O lacaio foi então enviado para a Nova Zelândia a fim de se recuperar.
Em outra ocasião, enquanto visitava as Bermudas, ela foi convidada a comparecer em uma recepção e escolheu ir até o lugar caminhando em vez de usar uma carruagem. Luísa ficou com sede e parou em uma casa, onde pediu um copo d'água para uma mulher negra chamada Sra. McCarthy. Devido à escassez de água, a mulher tinha de percorrer uma certa distância para consegui-la, porém estava relutante por ainda precisar terminar de passar a roupa. Luísa se ofereceu para continuar o trabalho, porém McCarthy recusou, dizendo que estava com pressa para terminar para assim poder ir ver a princesa Luísa. Percebendo que não havia sido reconhecida, ela perguntou se a mulher seria capaz de reconhecê-la novamente. Quando McCarthy disse que achava que sim, mas não tinha certeza, a princesa respondeu com: "Bom, olhe bem para mim agora, assim você pode ter certeza de me reconhecer amanhã em St. Georges". Luísa se agarrava a sua vida particular e gostava de não ser reconhecida.
Luísa e suas irmãs tiveram outro desentendimento quando Jane Spencer, Baronesa Churchill e amiga próxima da rainha, morreu em dezembro de 1900. Ela queria que a notícia fosse dada a mãe aos poucos para não fazê-la passar por mais infelicidades. Quando isso não aconteceu, Luísa expressou suas críticas a Helena e Beatriz. Vitória morreu um mês depois no dia 22 de janeiro de 1901 em Osborne,na Ilha de Wight. Em seu testamento, a rainha deixou a Casa Kent na propriedade de Osborne para Luísa como sua residência de campo, deixando o Chalé Osborne para Beatriz. As duas passaram então a ser vizinhas tanto em Kensington quanto em Osborne.

## Final de vida

### Era eduardiana

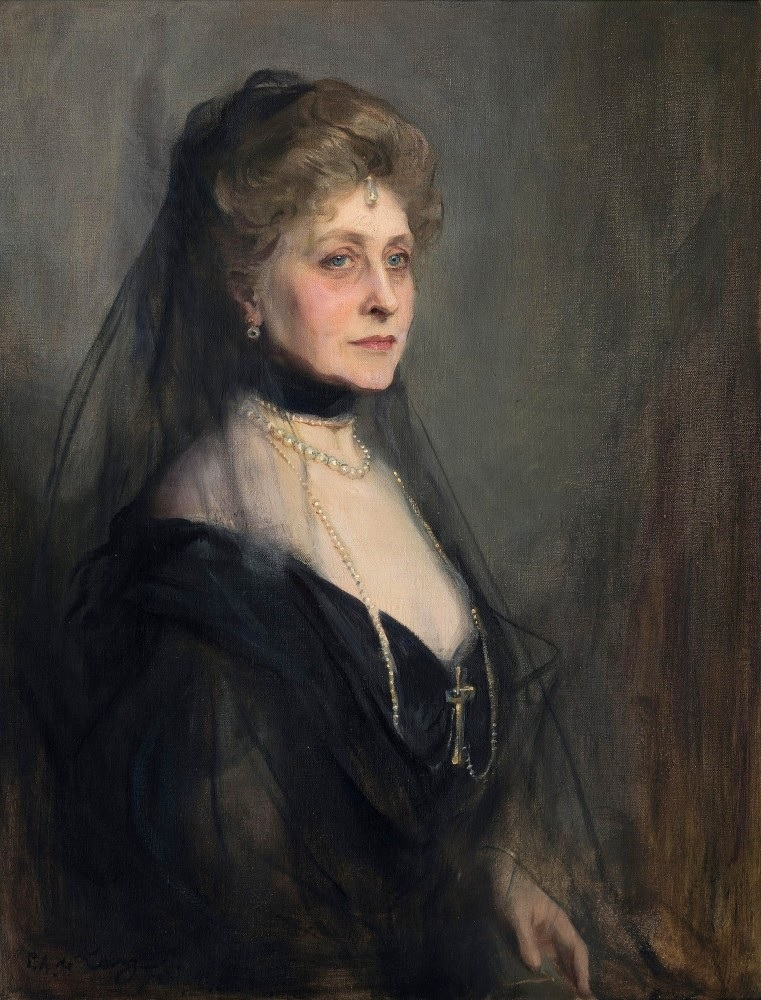
Luísa em 1915, por Philip de László, em luto pela morte do marido.

Luísa entrou no círculo social de seu irmão mais velho o novo rei Eduardo VII, com quem tinha muito em comum, incluindo o hábito de fumar. Ela também tinha uma obsessão com sua saúde física, e quanto era zombada por isso, respondia dizendo que "Não importa, viverei mais que todos vocês". Enquanto isso, seu marido, o agora 9.º Duque de Argyll desde 1900, tomou seu assento na Câmara dos Lordes. Joseph Chamberlain, secretário das colônias, lhe ofereceu o cargo de governador-geral da Austrália, porém o duque recusou. Luísa continuou esculpindo e criou em 1902 um memorial para os soldados mortos na Segunda Guerra dos Bôeres. No mesmo ano ela começou um estudo de nudez de uma mulher casada seguindo a sugestão do pintor sir William Blake Richmond.
Luísa passava boa parte do seu tempo na Casa Kent e frequentemente visitava a Escócia junto do marido. Dificuldades financeiras persistiram quando Lorne virou duque, assim Luísa evitava convidar o rei para visitar o Castelo de Inveraray, a casa ancestral dos Argyll, já que o casal estava tentando economizar. Quando Vitória visitou a casa antes dele se tornar duque, havia setenta criados e 74 cachorros. Na época da ascensão de Eduardo, esse número diminuiu para quatro criados e dois cachorros.
A saúde de Argyll começou a piorar e ele ficou cada vez mais senil. Ao mesmo tempo a saúde do rei também começou a cair e ele acabou morrendo em maio de 1910. Luísa passou a cuidar pessoalmente do marido no ano seguinte. Esses anos foram aqueles que o casal esteve mais próximo que nunca. No verão de 1914 ela foi para Kensington enquanto o marido permaneceu na Ilha de Wight.
O duque desenvolveu problemas de bronquite e depois dois casos de pneumonia. Luísa foi chamada em 28 de abril de 1914, porém seu marido morreu no dia 2 de maio. Após sua morte, a princesa teve um colapso mental e sofreu de grande solidão, escrevendo a um amigo que "Minha solidão sem o duque é muito terrível. Imagino o que ele faz agora!".

### Últimos anos

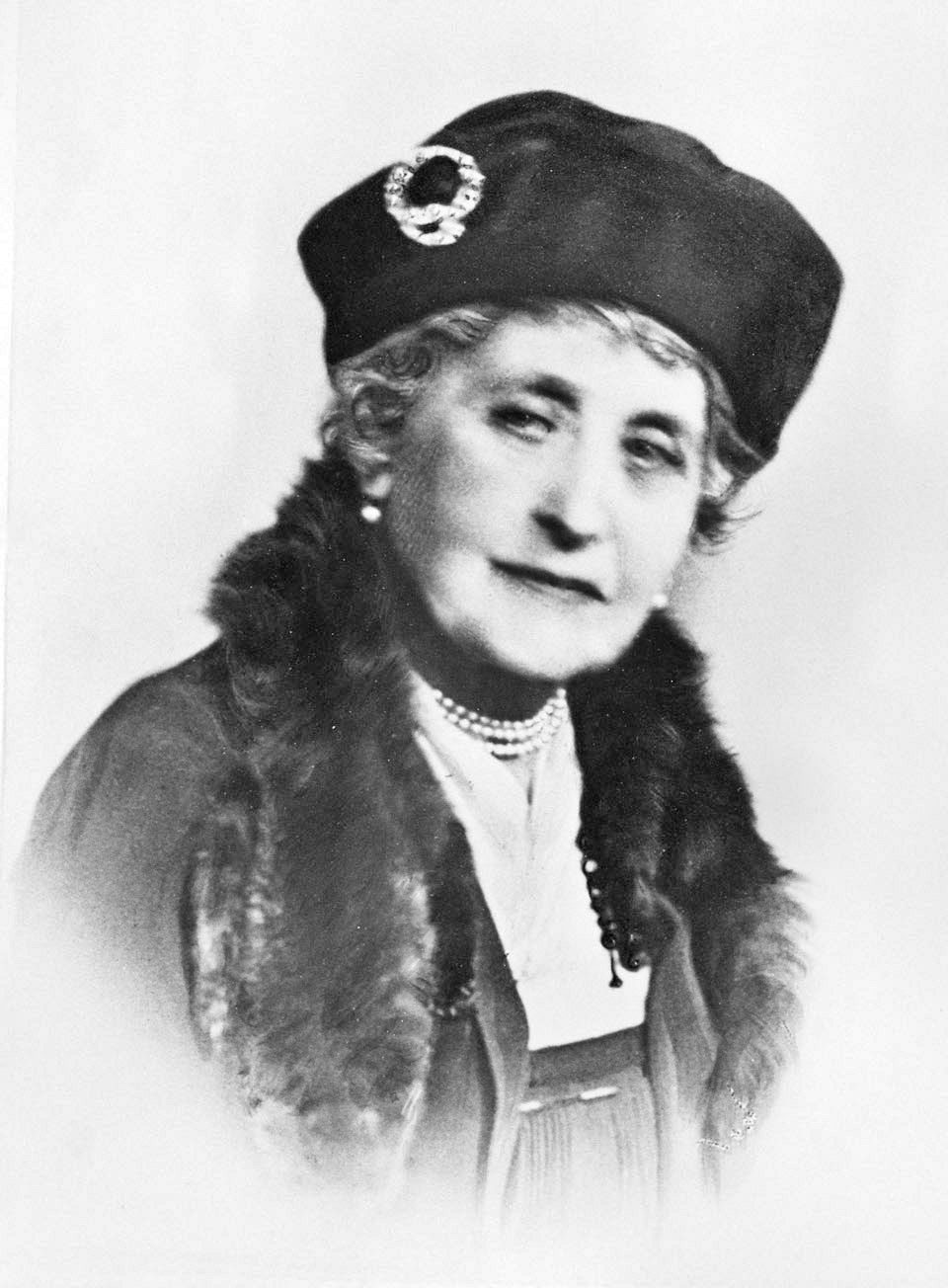
Luísa c. década de 1920.

Luísa passou seus últimos anos no Palácio de Kensington, ocupando os aposentos próximos dos de sua irmã Beatriz. Ela fez algumas aparições públicas com a família real, como em 11 de novembro de 1925 no cenotáfio de Whitehall. Sua saúde passou a piorar. Ela recebeu na prefeitura de Kensington em 1935 seu sobrinho o rei Jorge V e a esposa deste a rainha Maria de Teck durante as celebrações de seu jubileu de prata, sendo feita uma Cidadã Livre Honorária do Bairro de Kensington. Sua última aparição pública foi em 1937 na Exibição das Artes e Indústrias. Nesse meio-tempo, seu sobrinho-neto o rei Eduardo VIII abdicou em 11 de dezembro de 1936. No mesmo mês a princesa escreveu ao primeiro-ministro Stanley Baldwin simpatizando com ele sobre a crise.
Após a ascensão do rei Jorge VI, irmão de Eduardo VIII, Luísa ficou muito doente para andar e passou a viver apenas dentro de Kensington, sendo carinhosamente chamada de "Titia Palácio" pelas princesas Isabel e Margarida. Ela desenvolveu neurire no seu braço, inflamação dos nervos em suas costelas, desmaios e ciatalgia. A princesa ocupava seu tempo criando orações, uma delas sendo enviada ao primeiro-ministro Neville Chamberlain e dizia: "Guie nossos ministros de estado e todos os que estão em autoridade sobre nós..."

### Morte
Luísa morreu no Palácio de Kensington em 3 de dezembro de 1939 aos 91 anos de idade, usando o véu de casamento que havia usado quase setenta anos antes. Seu funeral foi simples por causa da Segunda Guerra Mundial e ela foi cremada no Crematório Golders Green em Londres no dia 8 de dezembro. Suas cinzas foram colocadas na Cripta Real da Capela de São Jorge no dia 12, tendo a presença de vários membros da família real e da família Argyll. Suas cinzas depois foram levadas para o Cemitério Real de Frogmore perto de Windsor em 13 de março de 1940.

## Legado

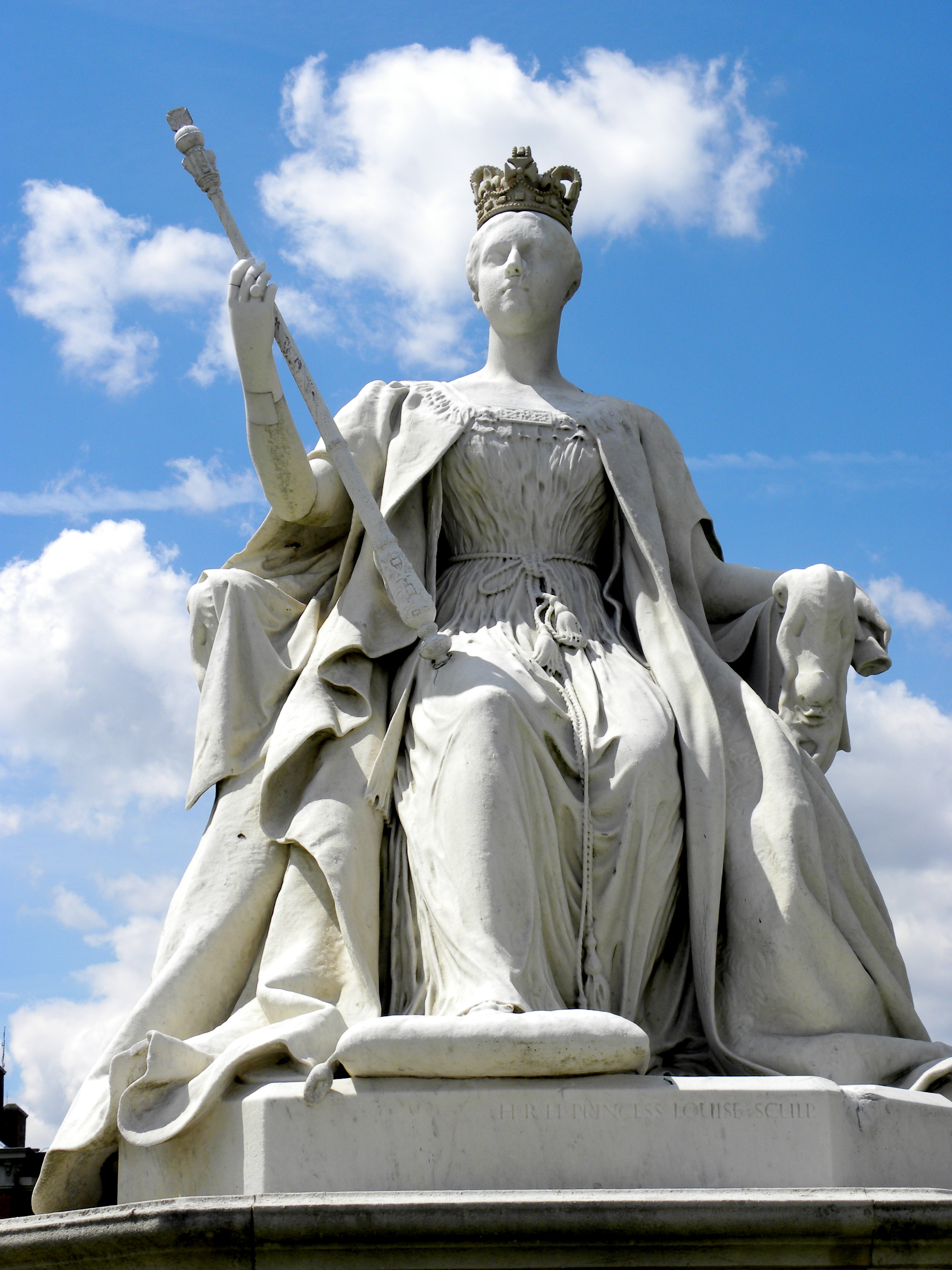
Estátua de Vitória nos jardins do Palácio de Kensington, esculpida por Luísa em 1893.

O testamento de Luísa afirmava que caso morresse na Escócia, ela deveria ser enterrada ao lado do marido no Mausoléu Campbell da Igreja Paroquial de St Munn's, em Kilmun, ou se morresse na Inglaterra deveria ser enterrada em Frogmore perto dos pais. No final ela foi enterrada na Capela de São Jorge, porém suas cinzas foram depois transferidas para Frogmore. Seu caixão foi carregado por oito membros de seu próprio regimento militar, os Montanheses Argyll e Sutherland. Luísa também foi homenageada nos nomes de outros quatro regimentos canadenses: os Montanheses Argyll e Sutherland do Canadá (da Princesa Luísa), os Guardas Dragões da Princesa Luísa, os Hussars Canadenses (da Princesa Luísa) e os Fuzileiros da Princesa Luísa.
De todas as filha de Vitória e Alberto, Luísa era a mais talentosa artisticamente. Além de ser uma boa atriz, pianista e dançarina, era uma prolífera artista e escultora. Quando ela esculpiu uma estátua da rainha em trajes de coroação, a imprensa afirmou que a obra era de autoria de seu professor sir Joseph Boehm. A afirmação foi negada por seus amigos, que falaram de seu esforço e independência. A princesa também criou um memorial para os soldados da Segunda Guerra dos Boêres e para seu cunhado o príncipe Henrique de Battenberg, ambos em Whippingham na ilha de Wight, além de outra estátua de Vitória que está na Universidade McGill em Montreal.
Luísa teve um papel importante no desenvolvimento da indústria do turismo na então colônia das Bermudas. Ela passou o inverno de 1883 na ilha por estar com a saúde debilitada, popularizando a tendência de norte-americanos ricos escaparem para o clima relativamente ameno das Bermudas durante os meses de inverno. Sua visita trouxe tanta atenção para a colônia que um grande hotel foi inaugurado em 1885 com o objetivo de satisfazer esses novos visitantes; o Hotel da Princesa, nomeado em sua homenagem, foi construído na costa do Porto de Hamilton na paróquia de Pembroke e existe até hoje.
A província canadense de Alberta foi nomeada em sua homenagem. Apesar da primeira opção ter sido "Luísa", a princesa queria homenagear seu falecido pai, assim seu último nome foi escolhido. O lago Luísa em Alberta também foi nomeado em sua homenagem, assim como o monte Alberta. Apesar de seu período no Canadá não ter sido sempre feliz, ela gostava do povo canadense e manteve ligações próximas com seus regimentos militares canadenses. No Reino Unido ela ganhou a reputação de realizar visitas inesperadas a hospitais, especialmente durante seus últimos anos. A relação com sua família foi geralmente próxima. Mesmo tendo desavenças com Vitória e suas irmãs Helena e Beatriz, as relações entre elas nunca permaneceram ruins por muito tempo. Luísa manteve durante toda sua vida uma correspondência com seu irmão o príncipe Artur, Duque de Connaught e Strathearn, sendo também uma das irmãs favoritas de Eduardo VII. De todos os seus irmãos ela era mais próxima do príncipe Leopoldo, Duque de Albany, ficando devastada quando ele morreu em 1884.
Dentre as gerações mais novas da família real, seus parentes favoritos eram o príncipe Jorge, Duque de Kent e filho do rei Jorge V, e sua esposa a princesa Marina da Grécia e Dinamarca. Luísa emprestou o trane que havia criado para a coroação de Eduardo VII e Alexandra da Dinamarca em 1902 para que Marina usasse durante a coroação de Jorge VI e Isabel Bowes-Lyon em 1937.

## Títulos, estilos, honras e brasão

Monograma real de Luísa.

### Títulos e estilos
- 18 de março de 1848 – 21 de março de 1871: "Sua Alteza Real, a Princesa Luísa"[2]
- 21 de março de 1871 – 24 de abril de 1900: "Sua Alteza Real, a Princesa Luísa, Marquesa de Lorne"
- 24 de abril de 1900 – 3 de dezembro de 1939: "Sua Alteza Real, a Princesa Luísa, Duquesa de Argyll"

### Honras
- 21 de janeiro de 1865: Dama da Real Ordem de Vitória e Alberto (primeira classe)[83]
- 1 de janeiro de 1878: Companheira da Ordem da Coroa da Índia[84]
- 3 de junho de 1918: Dama Grande Cruz da Ordem do Império Britânico[85]
- 12 de junho de 1927: Dama Grande Cruz da Venerável Ordem de São João
- 11 de maio de 1937: Dama Grande Cruz da Real Ordem Vitoriana[86]

### Brasão
Luísa junto com suas irmãs Alice, Helena e Beatriz receberam em 1858 o direito de uso de um brasão pessoal, que consistia no brasão real de armas do Reino Unido: esquatrelado, I e IV goles, três leões passant guardant or em pala (pela Inglaterra); II or, um leão rampant dentro de um treassure flory-contra-flory goles (pela Escócia); III Azure, uma harpa or com cordas argento (pela Irlanda); em cima havia um escudo interior: barry de dez em or e sable, uma coroa de lamento vert em banda (pela Saxônia). Seus brasão era diferenciado de seus irmãos por um lambel argento de três pés cujo pé central possuía uma rosa goles e os das pontas um cantão também goles. O brasão da Saxônia foi retirado em 1917 por mando do rei Jorge V.
| Brasão de Luísa entre 1858 e 1917 |